# Municipio de Clermont (Dakota del Norte)
El municipio de Clermont (en inglés: Clermont Township) es un municipio ubicado en el condado de Adams en el estado estadounidense de Dakota del Norte. En el año 2010 tenía una población de 35 habitantes y una densidad poblacional de 0,38 personas por km².

## Geografía
El municipio de Clermont se encuentra ubicado en las coordenadas 45°59′22″N 102°26′10″O / 45.98944, -102.43611. Según la Oficina del Censo de los Estados Unidos, el municipio tiene una superficie total de 93.05 km², de la cual 92,95 km² corresponden a tierra firme y (0,11 %) 0,1 km² es agua.

## Demografía
Según el censo de 2010, había 35 personas residiendo en el municipio de Clermont. La densidad de población era de 0,38 hab./km². De los 35 habitantes, el municipio de Clermont estaba compuesto por el 97,14 % blancos y el 2,86 % eran de una mezcla de razas. Del total de la población el 5,71 % eran hispanos o latinos de cualquier raza.